# Henry Conyngham
Henry Conyngham (1705 - 3 avril 1781) est un noble et homme politique anglo-irlandais.

## Biographie
Il est le deuxième fils du général Henry Conyngham de Slane Castle et de sa femme Mary Williams, fille de Sir John Williams, 2e baronnet, et veuve de Charles Petty, 1er baron Shelburne. Il hérite du domaine familial à la mort de son frère William.
Propriétaire absent, il possède de vastes propriétés dans les comtés de Meath et de Donegal, tout en passant la plupart de son temps à l'étranger. En dépit d'être un député britannique, il contrôle également la circonscription irlandaise de poche de Newtown Limavady et siège pour Killybegs entre 1727 et 1753 .
En 1765, il est nommé conseiller privé d'Irlande.
Il épouse Ellen Merrett, fille de Solomon Merrett et Rebecca Savage mais n'a pas d'enfants. À sa mort, tous ses titres s'éteignent sauf celui de baron Conyngham, qui passe par reliquat spécial à son neveu Francis Burton, qui adopte le patronyme Conyngham.